# Haus der Astronomie

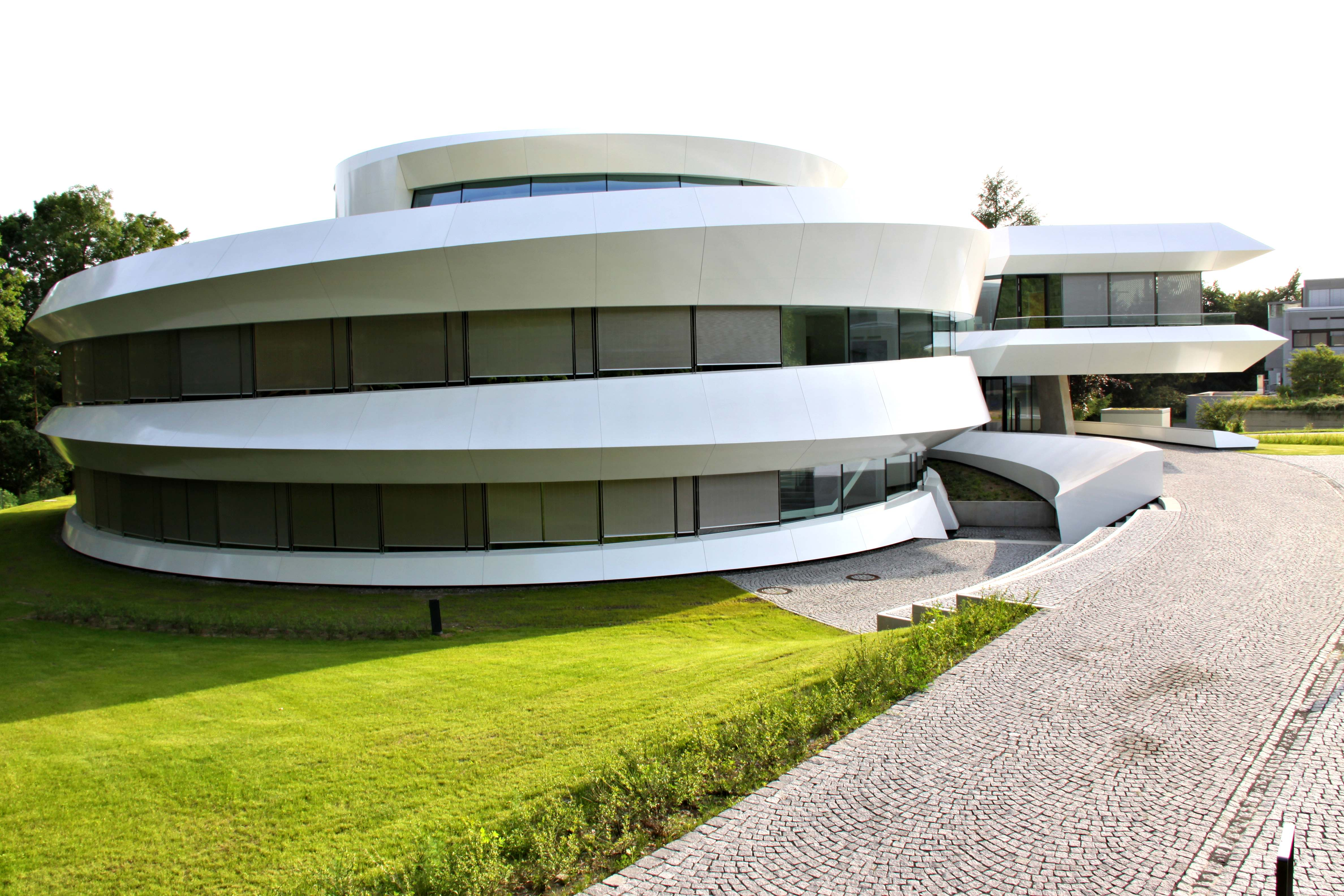
Haus der Astronomie auf dem Königstuhl bei Heidelberg.

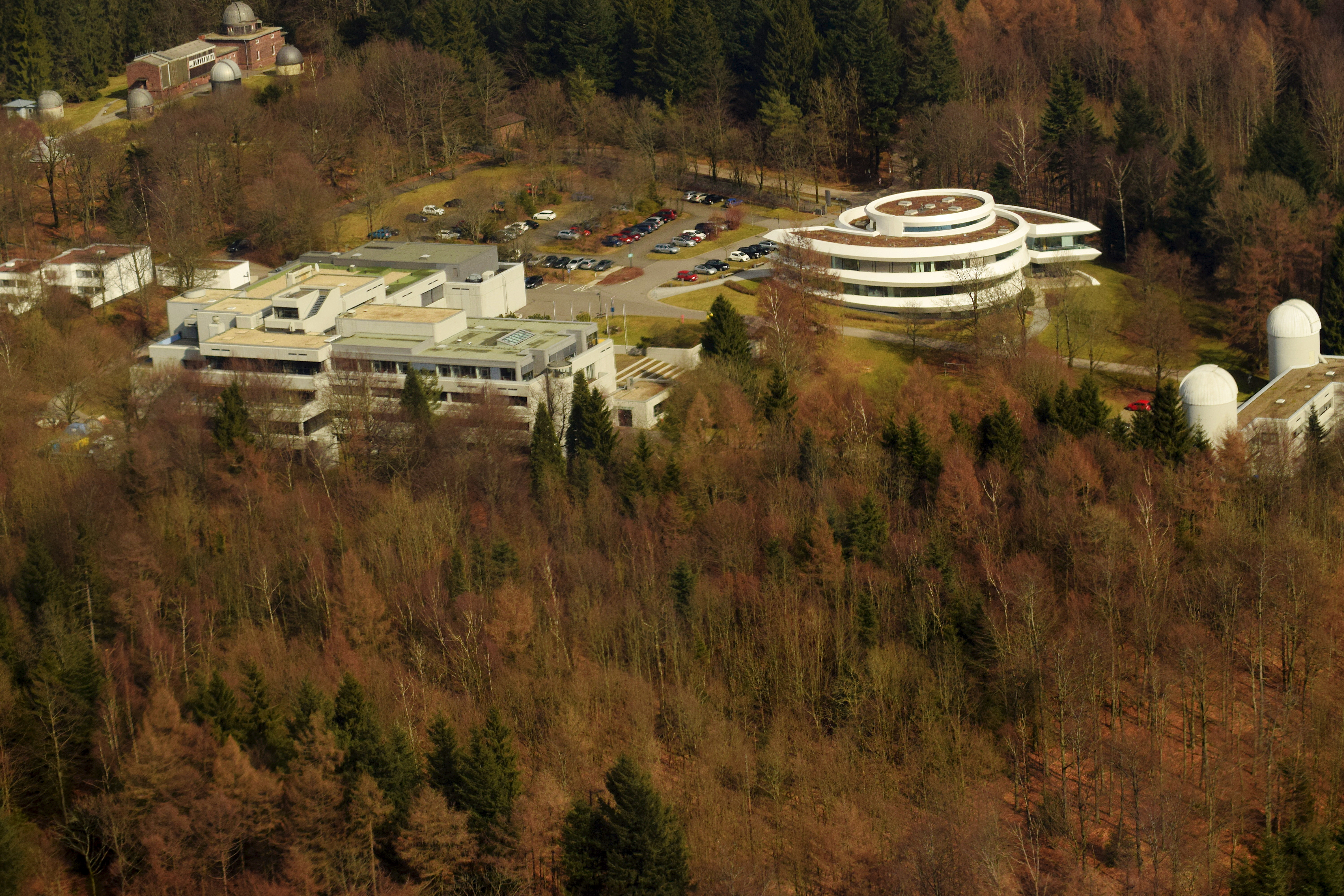
Das Max-Planck-Institut für Astronomie auf dem Königstuhl bei Heidelberg.

Das Haus der Astronomie (HdA) ist ein Zentrum für Öffentlichkeitsarbeit und Didaktik der Astronomie auf dem Campus des Max-Planck-Institut für Astronomie in Heidelberg. Das HdA-Gebäude hat die Form einer Spiralgalaxie und wurde von der Klaus Tschira Stiftung erbaut. Das HdA ist das Ergebnis einer Partnerschaft zwischen privaten und öffentlichen Institutionen; Betreiberin ist die Max-Planck-Gesellschaft. Ziel des Hauses der Astronomie ist es, die Faszination der Astronomie in die breite Öffentlichkeit und in die Schulen zu tragen und den interdisziplinären, wissenschaftlichen Austausch zu fördern.

## Organisation
Das Haus ist das Ergebnis einer Partnerschaft zwischen privaten und öffentlichen Institutionen mit der Max-Planck-Gesellschaft und der Klaus Tschira Stiftung als Gründerinnen, der Universität Heidelberg und der Stadt Heidelberg als weiteren Partnern, unterstützt von den baden-württembergischen Ministerien für Wissenschaft, Forschung und Kunst sowie Kultus, Jugend und Sport.

## Aktivitäten
Ziel des Hauses der Astronomie ist es, die Faszination der Astronomie in die breite Öffentlichkeit und in die Schulen zu tragen und den interdisziplinären, wissenschaftlichen Austausch zu fördern. Dies wird zum Beispiel durch  Veranstaltungen für die allgemeine Öffentlichkeit, Workshops für Schüler und Fortbildungen für Lehrer umgesetzt. Darüber hinaus ist die Visualisierung astronomischer Phänomene und die Unterstützung der Medien bei der Berichterstattung über astronomische Inhalte ein wichtiger Arbeitsschwerpunkt.
Das HdA organisiert eine monatliche Vortragsreihe, die jeweils am zweiten Donnerstag im Monat um 19 Uhr stattfindet und in der Astronomen allgemeinverständlich über ihre Arbeit vortragen. Das HdA ist außerdem deutscher Knoten des ESO Science Outreach Networks, das die Europäische Südsternwarte (ESO) bei ihrer Öffentlichkeitsarbeit unterstützt sowie der EU-UNAWE- und EU-SPACE-AWE-Netzwerke, die Kindern und Jugendlichen die Faszination des Kosmos und seiner Erkundung nahebringen.
Das Haus ist Partner im Suchprogramm der International Astronomical Search Collaboration und des Pan-STARRS-Observatorium, in dessen Rahmen Schulklassen in astronomischen Beobachtungsdaten nach Asteroiden suchen und dabei auch neue Asteroiden entdecken können.
Des Weiteren werden Schulpraktika im Rahmen des BoGy-Unterrichts (Berufsorientierung für Gymnasien) angeboten.

## Gebäude und Ausstattung
Das HdA-Gebäude wurde von der Klaus Tschira Stiftung erbaut und kurz vor der Eröffnung im Dezember 2011 dem Max-Planck-Institut als Geschenk übergeben. Der Entwurf in Form einer Spiralgalaxie wurde von Thomas Mrokon und Axel Müller entwickelt. Das Zentrum bildet das Klaus Tschira Auditorium, das auch als Planetarium nutzbar ist. Um das Zentrum herum liegen ein Foyer, Seminarräume, Büros, Praktikums- und Unterrichtsräume.
Das HdA verfügt über ein digitales Ganzkuppelprojektionssystem der Firma Carl Zeiss. Fünf VELVET-Projektoren erzeugen fünf Teilbilder, die so zusammengesetzt werden, dass ein komplettes Bild von 360 Grad mal 180 Grad ohne sichtbare Übergänge oder Bildkanten in der 12 Meter durchmessenden Kuppel entsteht. Die Projektion erreicht dabei einen Bildkontrast von 2,5 Millionen zu  Eins. In der Kuppel können bis zu 100 Zuschauer der Projektion folgen.
Das Gebäude ist auch Sitz der Redaktion der populärwissenschaftlichen Zeitschrift Sterne und Weltraum.
Für die Öffentlichkeit ist das Gebäude im Rahmen von Führungen (nach Voranmeldung) sowie öffentlicher Veranstaltungen zugänglich, für Schulklassen und Kindergartengruppen auch im Rahmen von Workshops.